# Zjednoczona Grupa Wojsk (Sił) na Ukrainie
Zjednoczona Grupa Wojsk (Sił) na Ukrainie (ros. Объединённая группировка войск (сил) на Украине) – ugrupowanie operacyjno-strategiczne Sił Zbrojnych Federacji Rosyjskiej, utworzone podczas rosyjskiej inwazji na Ukrainę w 2022 r.
W początkowym etapie inwazji na Ukrainę utworzono cztery grupy wojsk, odpowiadające czterem okręgom wojskowym Rosji. Pod koniec jesieni 2022 roku przydzielono im odcinki utworzonej linii frontu.
8 października 2022 r. utworzono Zjednoczoną Grupę Wojsk. Dowódcą został generał armii Siergiej Surowikin, wyznaczony na to stanowisko przez ministra obrony Siergiej Szojgu.
W listopadzie 2022, po wycofaniu się z Chersonia, utworzono zgrupowanie Dniepr – głównie z jednostek Południowego Okręgu Wojskowego i podległych im jednostek Wojsk Powietrznodesantowych; odpowiadał za lewy brzeg Dniepru – „kierunek chersoński”.
11 stycznia 2023 na dowódcę Grupy wyznaczono szefa Sztabu Generalnego Walerija Gierasimowa, Surowikin został jednym z trzech jego zastępców, obok Olega Saljukowa i Aleksieja Kima. Na prokuratora wojskowego Grupy Władimir Putin 17 marca 2023 mianował generała dywizji sprawiedliwości Aleksieja Naidę.
W kwietniu 2024 poinformowano o utworzeniu zgrupowania wojsk „Północ” pod dowództwem generała pułkownika Aleksandra Łapina. W jej skład weszły zgrupowania „Biełgorod”, „Kursk” i „Briańsk”. W sierpniu nowy minister obrony Andriej Biełousow ogłosił ponowne wyodrębnienie tych zgrupowań.

## Struktura dowodzenia i odcinki frontu
Skład:
- sztab Grupy – Rostów nad Donem
- Zgrupowanie wojsk „Zachód” – kierunek kupiański, od granicy państwowej do obwodu swatowskiego.
- Zgrupowanie wojsk „Centrum” – kierunki Liman i Pokrowsk; dowodzący generał pułkownik Aleksandr Łapin;
- Zgrupowanie wojsk „Południe” – kierunek doniecki, obejmujący rejon Bachmutu; dowodzący generał pułkownik Giennadij Anaszkin, od listopada 2024 generał porucznik Aleksandr Sanczik;
- Zgrupowanie wojsk „Wschód” – kierunek Donieck Południowy, osiąga rejon Rabotino – Wierbowoje – Nowofiodorówka; dowodzący od listopada 2024 generał pułkownik Andriej Iwanajew[10].
- Zgrupowanie wojsk „Dniepr” – kierunek chersoński, na zachód od Rabotino i wzdłuż Dniepru.
- Zgrupowanie wojsk „Północ” – kierunki Kursk i Charków od 2024 roku.
- Zgrupowania wojsk „Biełgorod”, „Kursk” i „Briańsk”[11]

Dowódcy
- Generał armii Siergiej Surowikin (8 października 2022 – 11 stycznia 2023)
- Generał armii Walerij Gierasimow (11 stycznia 2023 – obecnie)